# Simón Sarlat
Simón Sarlat är en ort i Mexiko.   Den ligger i kommunen Macuspana och delstaten Tabasco, i den sydöstra delen av landet, 700 km öster om huvudstaden Mexico City. Simón Sarlat ligger 44 meter över havet och antalet invånare är 469.
Terrängen runt Simón Sarlat är huvudsakligen mycket platt. Simón Sarlat ligger uppe på en höjd. Runt Simón Sarlat är det ganska tätbefolkat, med 67 invånare per kvadratkilometer. Närmaste större samhälle är Macuspana, 10,9 km väster om Simón Sarlat. Trakten runt Simón Sarlat består till största delen av jordbruksmark.